# Ligne de Miskolc à Ózd par Bánréve
La ligne de Miskolc à Ózd par Bánréve ou ligne 92 est une ligne de chemin de fer de Hongrie. Elle relie Miskolc à Ózd par Bánréve.